# Росс Віктор Юхимович
Віктор Юхимович Росс (1946, Одеса, УРСР — 198?) — радянський футболіст, виступав на позиції півзахисника та нападника. Провів понад 300 офіційних матчів у складі різних команд.

## Життєпис
Футболом розпочав займатися в ДЮСШ «Чорноморець» (Одеса). У команді майстрів дебютував 19 червня 1966 року в складі СКА (Одеса) в матчі вищої ліги чемпіонату СРСР проти «Торпедо» (Кутаїсі), який був його єдиним поєдинком у вищому дивізіоні.
Кар'єру продовжував в командах першої ліги, у СКА, «Суднобудівнику» (Миколаїв) та «Буковині» (Чернівці), де протягом сезонів 1967-1969 провів 55 матчів і відзначився 8 голами. Однак більшість своїх матчів провів у другій союзній лізі, виступаючи за «Буковину» до 1978 року, провівши понад 250 матчів.